# Turška jama
Turška jama - Koroška Bela je jama nad vasjo (634 m), v dolini Bela, na začetku Zevnikov, v bližini (zahodno od) hudourniške grape z Lnič. Ljudje naj bi se v jamo zatekali v času turških vpadov. Od tod tudi njeno ime. Včasih so jo imenovali tudi Medvedova jama. Jama ima vertikalni vhod in še nikoli ni bila premerjena (?). V registru naravnih vrednot je opisana kot »jama z breznom in etažami, poševna jama« - »odprta jama s prostim vstopom«. - Jama ni urejena za obisk.
Jama naj bi nastala kot odtok iz ledeniškega jezera, ki je na severni strani (robu) Dolinsko-južnotirolskega ledenika obstajalo več desettisoč let. Jezero, zelo spremenljive velikosti, pa naj bi nastalo še veliko (deset ?) tisoč let pred nastankom tega ledenika. Ljudsko izročilo pravi (ugibanja), da se jama konča v zasutem koritu reke Save v Strugah, kjer naj bi bili tudi močni izviri vode. Tudi pred zasutjem vasi, pred povodnijo leta 1789, naj  izhod iz jame ne bi bil viden oziroma poznan. Skoraj zanesljivo pa se jama konča pred Savsko prelomnico, morda celo veliko prej. Konec jame bi bil torej lahko nekje med Strugami in potopljeno skalno sotesko Kavčke, lahko pa že tudi pred Krničcami. Smrad od mrtve vode (mulja, gnilobe), ki je na dnu akumulacije Moste do sedaj v jami ni bilo zaznati (?), vprašljive pa so tudi navedbe, da jama »diha« (prepih ?). Ljudsko izročilo pravi, da obstajajo vsaj tri jame, tri etaže torej. Naj bi bilo v tretji jami (etaži) manjše jezero in od tam naprej pa v jami tudi voda (vodni tok). Jama poteka v smeri proti jugu, od vhoda v prvo jamo pa se do vhoda v tretjo spušča pod kotom približno 60 do 75 °, v tretji jami naj bi jama zavila proti JZ. Naj bi pod vasjo torej obstajalo nadaljevanje jame, ki naj bi potekala tudi še naprej od Maričnikove hiše. - Če bi se prebili v tretjo jamo (etažo), bi bila jama morda lahko vaška znamenitost.
Jama se začne z okoli 2 do 3 m globokim jaškom, ki se na dnu zoži v ozko odprtino. Tam je 3 do 5 m visok skok (vertikala) do vrha prve jame (etaže). Naprej je strmo nasutje grušča in skal, ki se spušča do vhoda v drugo jamo (etažo). Širina prve jama je okoli 7 m. Od vrha nasutja v prvi jami do vhoda v drugo jamo je 5 do 7 m višinske razlike. Vhod v drugo jamo je zopet skok (vertikala), visok 2 do 5 m. Tudi dno te jame, ki je nasuto s skalami, ni ravno, saj se spušča proti vhodu v tretjo jamo, ki pa je zasut. Od vrha nasutja v drugi jami do zasutega vhoda v tretjo jamo je približno 5 do 7 m višinske razlike. Širina te jame je okoli 15 do 20 m.